# Красильников, Рэм Сергеевич
Рэм Сергеевич Красильников (14 марта 1927 — 16 марта 2003) — деятель органов государственной безопасности, генерал-майор.

## Биография
Родился в семье чекиста, на тот момент делопроизводителя Управления связи столицы С. П. Красильникова. В 1949 окончил МГИМО и был направлен на работу в МГБ СССР. Начинал в УМГБ по Куйбышевской области. Затем во 2-м отделе ВГУ, с 1955 в 14-м отделе ПГУ. С 1957 по 1961 являлся заместителем резидента в Оттаве по линии «КР», на период с 1965 по 1969 пребывал на той же должности в Бейруте. С 1969 по 1971 сотрудник службы № 2 ПГУ КГБ при СМ СССР, потом до 1973 там же начальник направления по Ближнему Востоку и Африке. С 1973 по 1979 начальник 2-го отдела, с 1979 по 1991 начальник 1-го отдела ВГУ КГБ СССР. Являлся признанным специалистом по разоблачению двойных агентов. С 1992 в отставке, читал лекции в Академии ФСБ и занимался писательской деятельностью. Похоронен в Москве на Ваганьковском кладбище (по другим данным на Хованском кладбище).

### Звания
- генерал-майор госбезопасности.

### Награды
- ордена Октябрьской революции, Красного Знамени, Трудового Красного Знамени, Красной Звезды и 9 других, нагрудный знак «Почётный сотрудник госбезопасности», 14 медалей.

## Публикации
- Призраки с улицы Чайковского. «ГЕЯ итэрум», 1999. ISBN 5-85589-057-0.
- КГБ против МИ-6. Охотники за шпионами. Центрполиграф, 2000. ISBN 5-227-00580-X.
- Конец «крота». Вече, 2001. ISBN 5-7838-0991-8.
- Новые крестоносцы: ЦРУ и перестройка. ОЛМА Медиа Групп, 2003. ISBN 5-94849-086-6.
- Призраки в смокингах. Лубянка против американских дипломатов-шпионов. Алгоритм, 2017. ISBN 978-5-906880-69-7.